# Godfrey Tearle
Godfrey Seymour Tearle, född 12 oktober 1884 i New York, USA, död 8 juni 1953 i London, var en brittisk skådespelare.

## Rollista i urval
- 1919 – A Sinless Sinner
- 1935 – De 39 stegen
- 1942 – Ett av våra bombplan saknas
- 1943 – Kvinnor i vitt
- 1945 – Gentleman på galejan
- 1952 – I morgon börjar livet
- 1952 – Lustans lön
- 1953 – Blixten från Titfield